# Caumont (Tarn i Garona)
Caumont (en francès Caumont) és un municipi francès situat al departament de Tarn i Garona i a la regió d'Occitània.

## Demografia
| 1962                                       | 1968 | 1975 | 1982 | 1990 | 1999 | 2007 |
| ------------------------------------------ | ---- | ---- | ---- | ---- | ---- | ---- |
| 316                                        | 329  | 296  | 318  | 262  | 263  | 314  |
| Des de 1962: població sense dobles comptes |      |      |      |      |      |      |

## Administració
| Període   | Identitat         | Partit |
| --------- | ----------------- | ------ |
| 2001-2008 | Claude Lafourcade | PRG    |
| 2008-     | Monique Delzers   |        |